# Goodwill Games/Boxen
Das internationale Boxturnier bei den Goodwill Games wurde von 1986 bis 1998 alle vier Jahre regelmäßig ausgetragen. 2001 fanden in Brisbane die letzten Wettkämpfe statt. Es wurde von der AIBA organisiert und bestand je nach Teilnehmerzahl aus einem Achtelfinale, Viertelfinale, Halbfinale und Finale, wobei ausschließlich männliche Boxer in zwölf Gewichtsklassen antraten. Erfolgreichste Boxnationen bei den Goodwill Games wurden die ehemalige Sowjetunion bzw. Russland mit 24, Kuba mit 23 und die USA mit 9 Goldmedaillen.

## Erwähnenswertes
Im Jahre 1986
1986 trafen im Viertelfinale Tommy-Morrison-Bezwinger Michael Bentt und Vitali-Klitschko-Bezwinger Swilen Rusinow im Schwergewicht aufeinander. Bent, der 1993 bei den Profis nach nur 11 Kämpfen völlig überraschend WBO-Weltmeister im Schwergewicht wurde, konnte sich knapp nach Punkten durchsetzen und erreichte somit das Halbfinale, scheiterte dort jedoch an den Russen Vladimir Balay mit 1:4 Richterstimmen.
Im Jahre 1990
Im Jahre 1990 verlor der Olympiasieger und Dreifachweltmeister Roberto Balado völlig überraschend im Viertelfinale gegen den Russen Jewgeni Beloussow im Superschwergewicht, der sich anschließend im Halbfinale gegen den Rumänen Vasile Adumitroaie durchsetzte, im Finale Larry Donald schlug und sich somit die Goldmedaille sicherte. Im Leichtgewicht schlug der Russe Artur Grigoryan im Halbfinale den US-Amerikaner Shane Mosley und errang mit einem Finalsieg über den Kubaner Julio González die Goldmedaille. Im Bantamgewicht besiegte Sergio Reyes den dreifachen Welt- und Europameister Serafim Todorow mit 3:2 Richterstimmen.
Im Jahre 1994
In Sankt Petersburg standen sich 1994 im Superschwergewicht die beiden Russen Alexei Lesin und der spätere, zweifache WBA-Weltmeister Nikolai Walujew im Viertelfinale gegenüber. Der Welt- und dreifache Europameister Lesin, gewann diesen Kampf knapp nach Punkten, besiegte im Halbfinale Ed Mahone und im Finale Lance Whitaker.
Im Jahre 1998
Der zweifache Amateurweltmeister und Olympiasieger Ariel Hernández boxte im Viertelfinale gegen den späteren WBO-Weltmeister Denis Inkin im Mittelgewicht. Hernández konnte diesen Kampf für sich entscheiden. Mit einem Halbfinalsieg über den Usbeken Dilshod Yorbekov und einem Finalsieg über den Franzosen Jean-Paul Mendy, errang er die Goldmedaille.
Im Jahre 2001
Im Halbweltergewicht schlug der US-Amerikaner Anthony Thompson den späteren WBA- und IBF-Weltmeister im Mittelgewicht Daniel Geale klar nach Punkten. Konnte aber nur die Silbermedaille erringen. Im Leichtgewicht schlug Alexey Stepanov Selçuk Aydın (Stepanov wurde anschließend Zweiter und Aydin Dritter). Mit Damián Austin und Marian Simion standen sich im Halbmittelgewicht zwei Weltmeister gegenüber. Austin konnte dieses Gefecht mit 10:9 Richterstimmen für sich entscheiden.

## Goodwill Games
| Nr. | Jahr | Ort              | Land               | Artikel |
| --- | ---- | ---------------- | ------------------ | ------- |
| 1   | 1986 | Moskau           | Sowjetunion        | Details |
| 2   | 1990 | Seattle          | Vereinigte Staaten | Details |
| 3   | 1994 | Sankt Petersburg | Russland           | Details |
| 4   | 1998 | New York City    | Vereinigte Staaten | Details |
| 5   | 2001 | Brisbane         | Australien         | Details |

## Erfolgreichste Teilnehmer
| Platz | Name                  | Land        | Gold | Silber | Bronze | Gesamt |
| ----- | --------------------- | ----------- | ---- | ------ | ------ | ------ |
| 1     | Félix Savón           | Kuba        | 3    | 0      | 0      | 3      |
| 2     | Israjel Hakobkochjan  | Sowjetunion | 2    | 0      | 0      | 2      |
| 2     | Juan Hernández Sierra | Kuba        | 2    | 0      | 0      | 2      |
| 2     | Ariel Hernández       | Kuba        | 2    | 0      | 0      | 2      |
| 2     | Mario Kindelán        | Kuba        | 2    | 0      | 0      | 2      |